# Közönséges trágyalégy
A közönséges trágyalégy (Scathophaga stercoraria) a rovarok (Insecta) osztályának kétszárnyúak (Diptera) rendjébe, ezen belül a Scathophagidae családjába tartozó faj.

## Előfordulása
A közönséges trágyalégy előfordulási területe az egész Európa és Ázsia, egészen Japánig, valamint Észak-Amerika is.

## Megjelenése
A testhossza 12 milliméter. A hím sárga testét szőrök borítják; a nőstény színezete sárgásbarnás.

## Életmódja
Ez a kis légyfaj áprilistól októberig látható. Az állománynagyságát az adott területen, a növényevő állatok száma határozza meg. Az imágó ragadozó életmódot folytat, azaz egyéb rovarokkal táplálkozik; zsákmányait a virágokon vagy az ürülékek körül kapja el. Csak a lárva táplálkozik a növényevők ürülékével.

## Szaporodása
A kifejlett példányok a tavasz elején párzanak. A nőstény az ürülékre rakja le a petéit. A lárva kikelése után befurakodik és ott ül, illetve táplálkozik, mígnem imágó lesz belőle.